# Donapaleu
Donapaleu (en francès i oficialment Saint Palais) és un municipi d'Iparralde al territori de Baixa Navarra, que pertany administrativament al departament dels Pirineus Atlàntics (regió de la Nova Aquitània). El seu nom potser fa referència a Sant Pelagi, màrtir de Còrdoba.

## Demografia
| 1896                                                                                   | 1901 | 1936 | 1954 | 1962 | 1968 | 1975 | 1982 | 1990 | 1999 |
| -------------------------------------------------------------------------------------- | ---- | ---- | ---- | ---- | ---- | ---- | ---- | ---- | ---- |
| 1950                                                                                   | 1836 | 1772 | 1745 | 1840 | 1925 | 1875 | 1830 | 1773 | 1701 |
| Les dades a partir de 1962 procedeixen del cens sense duplicitats per doble residència |      |      |      |      |      |      |      |      |      |

## Heràldica
Nomenada vila pel rei de Navarra, l'escut conté les armes plenes del regne: de gules, porta cadenes d'or posades en pal, faixa, sotuer i orla carregades en cor d'una maragda en abisme.

## Administració
En les legislatures de 1995 i de 2005 va resultar escollitt alcalde Jean-Jacques Loustaudaudine.

## Patrimoni
L'església de Sant Pau va acollir els estats generals de Navarra des de 1522. Actualment queda un edifici neogòtic que conserva tres peces de l'església antiga: el retaule de sant Pablo, una verge daurada i un sarcòfag. Enfront d'aquesta església, es troba la casa senyorial Derdoy-Oyhenart, coneguda com a Casa dels Caps. Els medallons de la seva façana tenen relleus que representen als reis Enric II de Navarra, Joana d'Albret i Enric III (futur Enric IV de França), i les figures alegòriques d'una dona i un diable.